# Xarrama
Der Xarrama (portugiesisch Rio Xarrama) ist ein Fluss in der historischen Region Alentejo Portugals, der durch die Distrikte Évora und Setúbal fließt. Er ist der größte Nebenfluss des Sado.

## Flusslauf
Der Fluss Xarrama entspringt nordwestlich von Évora und ist rechter Nebenfluss des Sado in der Gemeinde Torrão. Wenige Meter vor dem Eintritt in den Distrikt Setúbal, wo auch die Distrikte Évora und Beja aneinandergrenzen, vor der Gemeinde Torrão im Kreis Alcácer do Sal, wird der Lauf des Flusses Xarrama durch den Staudamm São Brissos unterbrochen. Kurz nach der Durchquerung der Gemeinde Torrão wird er den durch den Staudamm Trigo de Morais – Vale do Gaio, der am 5. Dezember 1951 zu Ehren seines Erbauers benannt wurde, zum Stausee angestaut.
Einige der Nebenflüsse des Flusses Xarrama im Distrikt Évora sind Aguilhão, Fragosa, Regedor und Faleira, im Distrikt Beja der Fluss Carrasona.

## Fauna im Einzugsgebiet
Zwischen Évora und Viana do Alentejo kommen Karpfen (Cyprinus carpio) und die Barbenart Barbus bocagei vor. Im Umland von Torrão sind zusätzlich Goldfische (Carassius auratus), Östliche Moskitofische (Gambusia holbrooki), Gemeine Sonnenbarsche (Lepomis gibbosus), Calandino-Plötzen (Squalius alburnoides) und Forellenbarsche (Micropterus salmoides) zu finden. Im Stausee am Trigo de Morais – Vale do Gaio kommen der Iberischer Näsling (Chondrostoma polylepis) und weitere Arten der Gattung Chondrostoma, Forellenbarsche, Südliche Iberische Döbel (Squalius pyrenaicus) und weitere Arten der Gattung Squalius, Schleien (Tinca tinca), Barbus bocagei, Gemeinde Sonnenbarsche, Goldfische und Karpfen sowie Hybriden aus den beiden letzteren vor.